# Seikima II
SEIKIMA-II (яп. 聖飢魔II Seikimatsu) — японская хэви-метал-группа.

## История
Будучи одной из первых метал-групп Японии, популяризовала это музыкальное направление. Согласно юмористическому пророчеству группа должна была прекратить существование 31 декабря, что и было сделано 31 декабря 1999 года в 23:59:59.
Но в середине 2009 года, появилась новость что группа вернётся для записи сборника хитов группы, перепетых на английском языке. Это вместе с изменением страницы на майспейс группы вызвало слухи о возвращении группы. Также группа планирует отпраздновать своё 25-тилетие серией концертов по Японии. К этому событию были подготовлены концертные площадки и снят клип на один из хитов группы El Dorado.

### Demon Kogure
После распада группы, продолжил свою сольную карьеру начатую ещё в 1990 году. Его творчество несколько отличается от музыки группы, но он продолжает использовать грим и в основном пишет музыку в жанре хэви и спид-метала, изредка делая «метал» каверы на японскую поп-музыку и популярные песни 60-70. Также является ведущим нескольких программ на японском телевидении.

## Состав
- Demon — вокал, лирика
- Ace — гитара
- Luke — гитара
- Raiden — ударные
- Xenon — бас-гитара

### Непостоянный участник
- Jail — вокал, гитара